# 四氰合铜(I)酸钾
四氰合铜(I)酸钾是一种配位化合物，化学式为K3Cu(CN)4。它可由氰化钾和氰化亚铜反应制得，在50%的甲醇水溶液中可以结晶。它在水溶液中和臭氧反应，可以得到氢氧化铜和氰酸铜。它可用于合成CuCN基的配位聚合物。